# Museu de l'Agricultura Catalana
El Museu de l'agricultura catalana és una institució cultural del poble rossellonès de Sant Miquel de Llotes, a la Catalunya del Nord.
Va ser fundat el 1944 amb la voluntat d'estudiar l'evolució de l'agricultura als Pirineus Orientals. El període temporal que cobreix comença a la prehistòria, i reflecteix especialment la vida de la pagesia local des de la fi del segle xix fins als anys cinquanta del segle XX.
La visita passa per les sales d'acollida, de les tasques agrícoles, dels tractaments, el pati, la sala de la sega i de les altres recol·leccions, l'apartat dels recursos animals i forestals i la sala dedicada al vi. Es mostren reproduccions a escala de construccions agrícoles, com una maqueta del mas Mestres de Sant Miquel de Llotes (obra d'Albert Alart, autor també d'altres maquetes d'edificis del vell Illa i que s'hi exhibeixen localment), així com eines del camp (jous, adobadores i arades, per exemple). La sala dels tractaments recull tot un seguit d'atomitzadores i polvoritzadores emprades en combatre l'oïdi, la fil·loxera i el míldiu, malalties que afecten la vinya. La importància d'aquesta per a l'economia de la Catalunya del Nord es reflecteix a la sala dedicada al raïm i al vi, que conserva també el record de la revolta dels viticultors del Llenguadoc del 1907.
El museu també va ser responsable de la traducció parcial al francès de l'obra de Miquel Agustí Llibre dels secrets de agricultura, casa rústica y pastoril («L'agriculture catalane au début du XVIIe siècle». Arxivat de l'original el 2013-10-04. [Consulta: 2 octubre 2013].).
Les dificultats pressupostàries de l'administració municipal miquelenca portaren el 2010 el tancament del museu, que hom esperava que fos de forma temporal; per aquest fet, des d'aleshores calgué suspendre les visites pedagògiques que escoles, col·legis i liceus nord-catalans hi feien regularment.